# Královské město

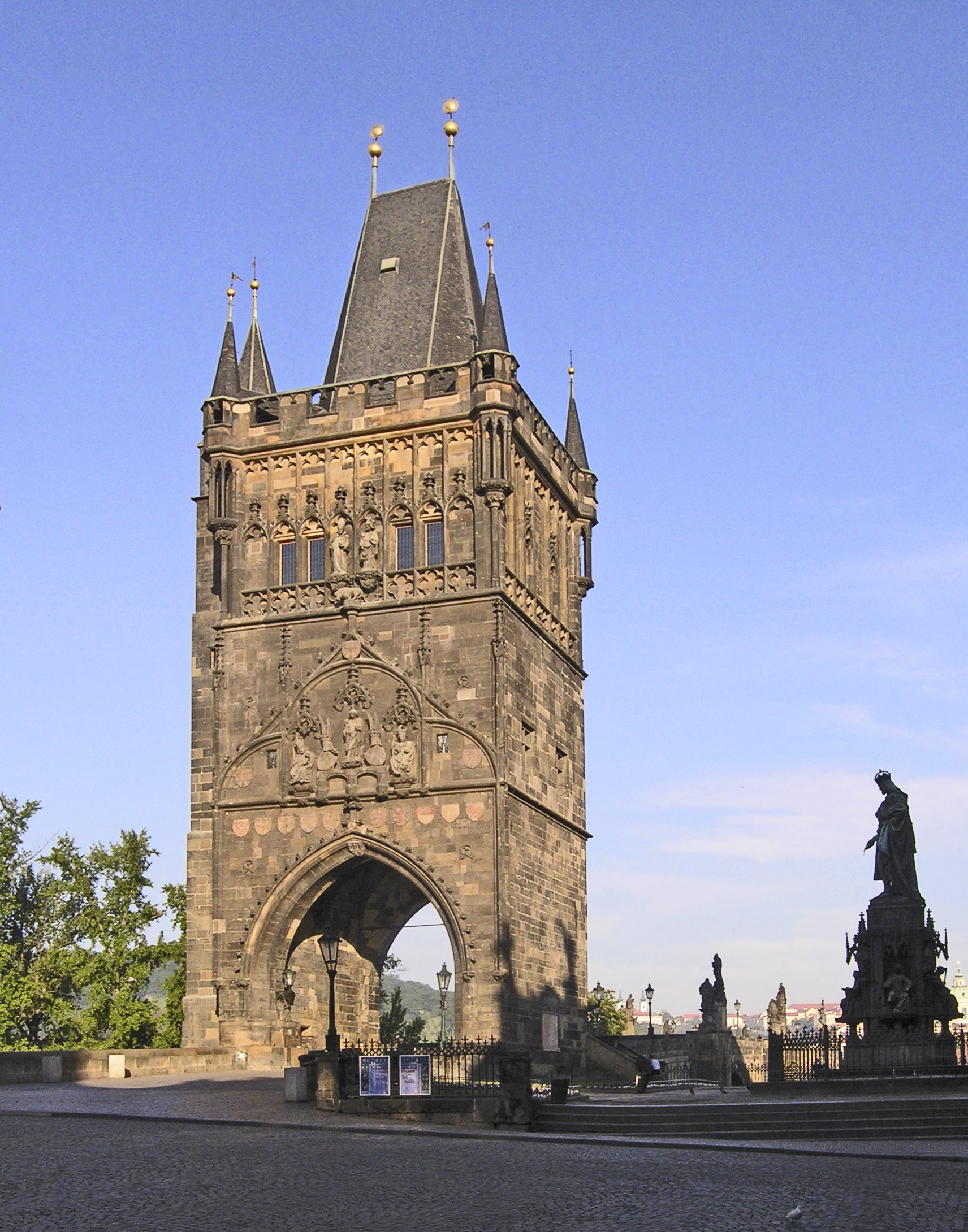
Staroměstská mostecká věž, původně součást opevnění Starého Města pražského

Královské město bývalo podřízené přímo králi, jeho měšťané proto tvořili svobodný stav, čímž se lišili od obyvatel měst poddanských, jejichž vrchností byla nejčastěji místní šlechta, a měst komorních, které byly v přímém majetku krále. Berně, které se v těchto městech vybíraly, tvořily jeden z hlavních příjmů panovníka. Zvláštními královskými městy byla věnná města, zabezpečující královnu, a horní města, která panovníkovi odevzdávala část vytěžených drahých kovů.

## Představitelé
Obyvatelstvo královských měst se v zásadě dělilo na tři vrsty: patriciát, z nějž se konstituovala samosprávná městská rada (consilium civitatis), střední městské vrstvy jako byli např. řemeslníci a městskou chudinu, která neměla žádná práva. Obvykle zde také žili Židé s vlastní samosprávou a duchovenstvo, na které se rovněž nevztahovalo městské právo. Krále zastupoval podkomoří (subcamerarius), který pro něj vybíral městské berně (věnná města, jejichž daně byly určeny pro královnu, měly samostatného podkomořího a v případě horních měst vybírali urburu, podíl na vytěženém vzácném kovu, urburéři). Dále potvrzoval zvolené členy městských rad (tzv. „sázení“ rad) a vyřizoval také odvolání od městského soudu k panovníkovi, tuto soudní funkci však od něj později převzal hofrychtéř (iudex curie civitatum regalium). Panovník měl rovněž v každém královském městě jako svého bezprostředního zástupce rychtáře (iudex, voigt, solta), jímž u nově založených měst býval nejčastěji původní lokátor. Rychtář ručil za mír a pořádek ve městě, byl hlavní postavou u městského soudu, kde vedl řízení a poté také vykonával rozsudky.
Kromě něj u soudu zasedali přísežní (iurati), vybraní měšťané, od kterých se v souvislosti s růstem významu městských rad začali odlišovat konšelé (consules). Ti byli voleni patriciátem a poté potvrzováni panovníkem, podmínkou pro to ovšem bylo plné městské právo. Takovým plným měšťanem mohl být jen ten, kdo ve městě už nějakou dobu trvale žil a měl zde také dům, takže platil městské berně, neboli s městem „trpěl“. Městské radě, jejíž velikost se odvíjela od velikosti města, předsedal purkmistr (magister civium, bürgermeister), přičemž v této funkci se konšelé pravidelně střídali. Později se první pukmistr v roce označoval také jako primátor (primas). Kromě toho si města pro řešení zvláštních úkolů zřizovala komise, v niž zasedali obecní starší (seniores). Vzrůst autonomie královských měst byl vyjádřen i tím, že rady si pro svá zasedání stavěly radnice, pro řešení otázek veřejného pořádku vydávaly městské statuty a později dokonce od krále vykupovaly rychty, což vedlo k tomu, že původně nejdůležitější rychtář se nakonec stal jen výkonným úředníkem městské samosprávy. Kromě něj byl pravidelným zaměstnancem města i písař, na Starém Městě pražském, které mělo řadu dalších specializovaných úřadů (šestipanský pro správu obecního jmění, osmipanský pro právovárečné záležitosti a desetipanský pro spory do hodnoty 100 kop grošů), nazývaný městský kancléř.

## Postavení a vývoj
Rychtář je poprvé doložen roku 1234 v Uničově, přísežní roku 1243 v Brně a roku 1258 na Starém Městě pražském, purkmistr pak roku 1281 v Litoměřicích a Znojmě. Ostatně panovnické zakládání královských měst bylo v zásadě hotovo do konce 80. let 13. století, poté docházelo už víceméně jen k individuálnímu povyšování poddanských měst, což ale bylo vždy právem pouze krále. Šlechta však mohla jako vrchnost svým městům udělit tzv. královské právo, tedy stejná práva a povinnosti, jako mělo určité blízké královské město, nicméně na jejich poddanství se tím nic nezměnilo. V průběhu 14. století se pak status královských měst jako osobního majetku panovníka postupně změnil na majetek státu (Koruny), zatímco pozdější tzv. komorní města, nazývaná podle toho, že ve své správě podléhala České komoře, zůstala přímým majetkem krále.
I přes tuto svoji svobodu však královská města musela panovníkovi za sebe, svá předměstí a své šosovní vesnice odvádět každoroční daň (census). Kromě toho také nepravidelnou speciální berni, ze které se ovšem už za Václava II. stala také pravidelná každoroční dávka. Nicméně i v rámci královských měst se vytvořila skupina měst privilegovaných (Staré Město pražské, Nové Město pražské, Kutná Hora a později i Malá Strana), které žádné pravidelné daně platit nemusely, za což však měly povinnost poskytnout panovníkovi pomoc, kdykoli potřeboval. Jejich zástupci měli také výhodnější postavení na zemských sněmech, když se během husitství z královských měst stal třetí stav. Toto období je kromě jiného charakterizováno největším vzrůstem městské autonomie a posílením celé městské obce (tota communitas civium), včetně členů řemeslnických cechů, zatímco oslabenému panovníkovi kromě daní zůstalo jen formální potvrzování městských rad a přísahy věrnosti zvolených konšelů. K výkupu rychty došlo např. roku 1456 na Starém Městě pražském, roku 1480 v Plzni nebo roku 1505 v Jihlavě.
Další vývoj však již znamenal úpadek významu královských měst (naproti tomu v Uhersku byla právě roku 1514 uznána svobodná královská města). Pod tlakem šlechty jim byla roku 1500 Vladislavským zřízením na čas odebrána možnost účastnit se zemských sněmů, návrat jim zaručila až Svatováclavská smlouva z roku 1517, přinášející především kompromis mezi královskými městy a šlechtou ohledně příslušnosti městských a zemských soudů. Zásadním zlomem však byla porážka stavovského povstání roku 1547, odbojným městům byly konfiskovány rozsáhlé majetky, byla zrušena řada dosavadních privilegií a do každého byl jmenován královský rychtář, jenž dohlížel na jejich činnost. Panovníkovy restrikce přišly i po bělohorské porážce v roce 1620, kdy se podmínkou členství v městské radě stala katolická víra. Tehdejší doba také znamenala postupné sjednocování městského práva, které přinesl Koldínův zákoník a jehož prostřednictvím se městské soudy nakonec podřídily nově ustavenému apelačnímu soudu (česká města definitivně roku 1610, moravská v roce 1697). Ten byl už ryze byrokratickou institucí, čímž byla zrušena dávná zásada, že měšťan soudí měšťana.
Vzhledem k sílícím centralizačním snahám absolutistických panovníků pak byla postupně během 18. století královským městům odebrána kompetence řešit finanční záležitosti nebo správu cechů. Berní a politickou správu převzali krajští hejtmani, na něž přešly i kontrolní pravomoci zrušených rychtářů. V roce 1784 byla pražská města sloučena v královské hlavní město Praha, jinak se ale vzhledem k průmyslovému rozvoji rozdíl mezi královskými a poddanskými městy postupně setřel. Po josefínských reformách byla pro členy městských rad vyžadována právnická zkouška a města začal řídit magistrát, který při úplném obsazení pracoval ve třech senátech (politickém, civilním a trestním). Až v polovině 19. století byla jejich soudní funkce vyloučena a předána samostatným soudům, mezitím došlo k celkové regulaci a postátnění magistrátů, jehož členové byli jmenováni guberniem. Teprve v důsledku revoluce roku 1848 došlo k moderní reformě obecního řízení a návratu k volbám městských zastupitelů, přičemž významná města byla určena za statutární.